# Quizmaster (Fernsehsendung)
Quizmaster ist eine von Interspot Film im Auftrag von ServusTV produzierte vorabendliche interaktive Quizsendung, bei der neben den Kandidaten im Studio auch die Fernsehzuseher über eine App mitraten und gewinnen können. Die Sendung wird seit 2017 von Andreas Moravec moderiert.

## Konzept

### Ziel
In jeder Sendung treten vier Kandidaten als Herausforderer des Quizmasters an, die in fünf Runden mit unterschiedlichen Kategorien jeweils fünf Fragen beantworten und so versuchen, den Quizmaster abzulösen. Zeitgleich zur Sendung können die Fernsehzuseher über eine App auf dem Mobiltelefon oder Tablet ebenfalls versuchen die Fragen richtig zu beantworten, um dadurch am Ende der Woche den Jackpot zu gewinnen.

### Fragenmodus
Anders als bei vielen Ratesendungen liest der Moderator zuerst die vier möglichen Antworten vor, ehe die eigentliche Frage vorgestellt wird. Nach dem Ende des Vorlesens der Frage haben die Kandidaten fünf Sekunden Zeit, um die Frage auf einem vor ihnen befindlichen Touchscreen zu beantworten. Bei jeder Frage darf ein Herausforderer oder der aktuelle Quizmaster seine Antwort präsentieren. Ist die Antwort richtig, so erhält der jeweilige Kandidat oder Quizmaster eine der Runde entsprechende Summe auf sein Spielkonto gutgeschrieben. Wird die Frage falsch beantwortet, so erhält jener Kandidat die Chance, seine Antwort zu präsentieren, der – unter Ausschluss der Kandidaten, die bereits eine falsche Antwort präsentiert haben – am schnellsten die Frage beantwortet hat. Wird die korrekte Antwort von niemandem gegeben, so geht der Betrag in den Jackpot. Wer der Kandidaten zuerst die Chance bekommt, seine Antwort zur aktuellen Frage zu präsentieren, hängt von der Spielsituation ab. Abhängig vom Fortschritt der Sendung und der restlichen Sendezeit wird vom Moderator gelegentlich ein Kandidat nach seiner Antwort befragt, der aufgrund seiner Antwortgeschwindigkeit sonst nicht berechtigt wäre, seine Antwort zu präsentieren. Die Antwort dieses Kandidaten hat für den Spielverlauf keine Relevanz und dient vielmehr dazu, im Laufe der Sendung alle Kandidaten in den Fokus zu bringen.

### Layout
In der Mitte des Studios befindet sich das Pult des Moderators, von welchem dieser die Fragen der ersten drei Runden vorliest und die Sendung leitet. Unmittelbar daneben ist das Panel positioniert, welches aus vier Stehpulten für die vier Herausforderer besteht. Gegenüber dem Panel befindet sich eine von einer ansteigenden Rampe umgebene zylinderförmige Erhöhung. Auf dessen Plateaumitte befindet sich ein versenkbarer Sessel, welcher von einem halbkreisförmigen Pult umgeben ist. Der Quizmaster nimmt während der ersten drei Runden auf diesem thronähnlichen Sessel Platz, ehe im Finale sowohl der Herausforderer als auch der Quizmaster sowie der Moderator dieses an dem halbkreisförmigen Pult spielen.
Das Studiopublikum befand sich bis 2020 im abgedunkelten Hintergrund der Spielbühne, wodurch es im Fernsehbild nicht sichtbar war, seit der COVID-19-Pandemie ist kein Publikum zugelassen. Dennoch ist das Studiopublikum durch dessen Beifall als Einspielung Bestandteil der Sendungsproduktion.

## Spielablauf

### Beginn
Zu Beginn jeder Sendung wird vom Moderator der aktuelle Quizmaster und sein bereits erspielter Kontostand vorgestellt. Anschließend stellt sich jeder der vier Herausforderer kurz selbst vor, ehe die Kategorien der fünf Spielrunden präsentiert werden.

### Aufwärmrunde 1 und 2
In den ersten beiden Runden treten alle vier Herausforderer gegen den Quizmaster an, wobei der Quizmaster unabhängig von seiner Antwortgeschwindigkeit immer zuerst seine Antwort präsentieren darf. Die Herausforderer haben somit in den ersten beiden Runden nur dann die Chance, Geld auf ihr Konto zu erspielen, wenn der Quizmaster mit seiner Antwort falsch liegt. Eine richtige präsentierte Antwort in der ersten Runde wird dabei mit 50 €, in der zweiten mit 100 € honoriert.

### Temporunde 3
In der dritten Runde treten ebenfalls alle vier Herausforderer gegen den Quizmaster an, wobei dieser nun nicht mehr das Erstantwortrecht besitzt. Jener Kandidat, welcher die Frage am schnellsten beantwortet hat, bekommt zuerst die Chance, seine Antwort zu präsentieren. Für jede richtig präsentierte Antwort werden dem Konto des Kandidaten 150 € gutgeschrieben.
Zwischen den Fragen der ersten drei Runden werden die Herausforderer näher vorgestellt, wobei diese eine kurze, oft außergewöhnliche Episode aus ihrem Leben erzählen oder über ihr Hobby reden.

### Finalrunde 4 und 5
Im Finale tritt jener der vier Herausforderer der vorangegangenen drei Runden, der bis dahin den höchsten Kontostand erspielt hat, in einem Duell gegen den Quizmaster an. Die restlichen drei Kandidaten scheiden aus, wobei deren erspielte Beträge dem Jackpot gutgeschrieben werden. Bei gleichem Kontostand zählt die höhere Anzahl an richtigen Antworten. Wenn auch diese Anzahl gleich ist, zählt die höhere Geschwindigkeit, mit der diese Antworten abgegeben wurden. Im Finale bekommt, wie in der Temporunde, jener der beiden Kandidaten die Chance, seine Antwort zur Frage zu präsentieren, der diese am schnellsten gegeben hat. Um den Spannungsbogen zu erhöhen, werden vom Moderator gelegentlich beide Kandidaten zuerst nach ihrer Antwort gefragt. Haben beide Kandidaten die korrekte Antwort gegeben, so entscheidet die Antwortgeschwindigkeit, welche anschließend vom Moderator bekanntgegeben wird. Ist die Antwort unterschiedlich, spielt die Antwortgeschwindigkeit keine Rolle, da der langsamer antwortende Kandidat bei einer falschen Antwort des schneller antwortenden Kandidaten ohnedies seine Antwort präsentieren darf.
Hat der Herausforderer am Ende des Finales einen höheren Kontostand als der Quizmaster, oder ist aufgrund der durch die korrekte Beantwortung der restlichen Fragen erspielbaren Summe nicht mehr einholbar, so löst der Herausforderer den Quizmaster ab und darf sich in der nächsten Sendung selbst als Quizmaster den neuen Herausforderern stellen. Der abgelöste Quizmaster scheidet aus der Sendung aus und erhält das bis dahin erspielte Geld seines Hauptspielkontos. Hat der Quizmaster am Ende einen höheren Kontostand oder ist uneinholbar vorne, so bleibt dieser Quizmaster und tritt in der nächsten Sendung erneut als Quizmaster an, sein Herausforderer scheidet ohne Gewinn aus. Der nach der Sendung amtierende Quizmaster erhält sowohl seinen erspielten Gewinn als auch den von seinem ausgeschiedenen Finalgegner in dieser Sendung erspielten Betrag seinem Hauptspielkonto gutgeschrieben. In der Finalrunde 4 ist eine richtig präsentierte Antwort mit 300 €, in der Finalrunde 5 mit 400 € dotiert.

## Fragenkategorien
In jeder Sendung werden fünf unterschiedliche Kategorien gespielt. Eine unvollständige Übersicht über die möglichen Kategorien:
| - Brauchtum & Tradition - Berg & Tal - Comics & Cartoons - Film & Fernsehen - Garten & Freizeit - Geist & Glaube - Glanz & Glamour - Heim & Werken - Kinofilme - Klassik & Klassiker - Kunst & Kultur - Kurioses & Famoses - Life & Style - Literatur & Sprache - Macht & Moneten - Mensch & Tier | - Mode - Motorsport - Musical & Operette - Mythen & Legenden - Österreich - Politik & Geschichte - Pop & Rock - Rund um die Welt - Speisen & Getränke - Sport & Spiel - Stadt & Land - Umwelt & Technik - Unterhaltung & Medien - XXXX & YYYY (XXXX und YYYY stehen für eine Jahreszahl) - XXXXer & YYYYer (XXXX und YYYY stehen für Jahrzehnte) |

## Interaktivität
Die Fernsehzuseher haben die Möglichkeit, durch eine Mobile App auf einem Mobiltelefon oder Tablet mitzuspielen. Dabei synchronisiert sich die Software anhand des Tons des Fernsehers, um so zeitgleich die Antwort des Benutzers auswerten zu können. Unter jenen mitspielenden Fernsehzusehern, die 2000 Punkte erreicht haben, wird jeweils am Freitag der bis dahin angesammelte Jackpot verlost. Zusätzlich erhält man durch das interaktive Mitspielen die Möglichkeit, selbst von der Redaktion als Kandidat in die Sendung eingeladen zu werden.

## Moderation
Zu Beginn der Quizsendung Quizmaster im Oktober 2015 auf ServusTV wurde diese von Clemens Haipl moderiert, welcher von Andreas Jäger abgelöst wurde. Nach dem Abgang von Andreas Jäger übernahm für mehrere Monate Florian Rudig die Moderation der Sendung. Seit März 2017 führt der von ATV zu ServusTV gewechselte Andreas Moravec durch die Sendung. Bei Verhinderungen wird Moravec von Florian Lettner vertreten.

## Rekorde
Den aktuellen Rekord für die höchste Gewinnsumme hält Stefan Metzler-Dinhobl, ein Wiener Werbetexter. Er eroberte den Thron in der Sendung vom 8. Jänner 2019 und verteidigte ihn 55-mal, ehe er in der Sendung vom 27. März 2019 ausschied. Dabei erspielte er insgesamt 212.950 €. Am längsten hielt sich Markus Rotter, Informatiker auf dem Thron, der in seiner 63. Sendung am 1. November 2021 ausschied. Bis dahin hatte er 204.000 € erspielt.
Den Rekord für eine Gewinnsumme des Privatsenders Servus TV hält Quizjäger Robert, der in der Sendung Quizjagd, mit Moderator Florian Lettner, in insgesamt 47 Sendungen 375.000 € erspielen konnte.